# Lira cipriota
La lira cipriota, conosciuta anche come sterlina cipriota (in greco λίρα?, pl. λίρες - in turco Lira) è stata la valuta di Cipro fino al 2007, comprese le aree delle basi militari britanniche di Akrotiri e Dhekelia. Tuttavia l'autoproclamata Repubblica Turca di Cipro Nord ufficialmente usa la lira turca.
Era suddivisa in 100 cent (σεντ, "sent").
La moneta è entrata nell'AEC2 il 2 maggio 2005.
La lira cipriota è stata sostituita dall'euro il 1º gennaio 2008. con tasso di cambio irrevocabile fissato al CYP 0,585274 per EUR 1,00.

## Storia
La lira fu introdotta a Cipro nel 1879. Aveva lo stesso valore della sterlina britannica fino al 1960 ed era inizialmente divisa in 20 shilling (in greco σελίνι, pl. σελίνια, in turco şilin).
Tuttavia, a differenza della moneta britannica, lo scellino era diviso in 9 piastre (greco γρόσι, pl. γρόσια, turco kuruş), per lasciare un legame con la moneta precedente, la lira turca che era divisa in 100 kuruş, noti anche come piastre.
La piastra era suddivisa in 40 para (come prima il kuruş). La denominazione di para non appariva né sulle monete né sulle banconote ma solo sui francobolli postali.
Nel 1955 Cipro ha decimalizzato la sua moneta in 1000 mils (μιλς, mils) per lira. Colloquialmente la moneta da 5 mils era nota come piastra (anche se non c'era un'equivalenza esatta) e quella da 50 mils come scellino (l'equivalenza era esatta). La frazione venne cambiata a 100 cent (σεντ, sent) per lira nel 1983. In quel periodo la moneta più piccola ancora in circolazione era di 5 mil e fu ridenominata ½ cent, ma poco dopo fu abolita. Le monete in mils non avevano più corso legale.

## Monete
Ultime monete in circolazione
- 1 centesimo
- 2 centesimi
- 5 centesimi
- 10 centesimi
- 20 centesimi
- 50 centesimi

## Banconote
Ultime banconote in circolazione
- 1 lira
- 5 lire
- 10 lire
- 20 lire